# عاطف آل سالم
عاطف آل سالم (به عربی: عاطف آل سالم) یک منطقهٔ مسکونی در عربستان سعودی است که در استان عسیر واقع شده‌است. عاطف آل سالم ۱٬۰۰۰ نفر جمعیت دارد و ۴۳۲ متر بالاتر از سطح دریا واقع شده‌است.